# Ялли
Ялли́ (азерб. Yallı) — широко поширений азербайджанський масовий хороводний народний танець або святковий хороводний танець, який один із найбільш поширених колективних хороводних сільських танців.
Виконується ялли надворі. Відзначається виразністю, багатством, емоційністю та різноманітністю змісту. Різними видами танцю ялли вважаються такі танці, як кочарі, учаяг, телло, тєнзере, галадангалая.
У 2018 році ЮНЕСКО оголосило ялли (кочарі, тєнзере), традиційні групові танці Нахчівана одними із шедеврів усної та нематеріальної культурної спадщини людства від Азербайджану, які потребують негайної охорони.

## Етимологія
Слово «Ял» в азербайджанській мові має кілька значень, одне з яких — «гори». Назва танцю, імовірно, походить від слова саме в цьому значенні, оскільки танцюристи ялли, що взялися за руки, у деякому сенсі нагадують гірський хребет. Наприклад, за 30 км на південь від міста Гянджа розташована низка гірських вершин, які називаються «Сари ял». Згідно музикознавцю Байраму Гусейнли і танець, де виконавці шикуються в ряд, отримав, таким чином, у народі назву ялли. Часто цей танець у народі називають і «ел яллиси» («народний ялли»).

## Виконання
Ялли є дуже популярним танцем в Азербайджані. Він виконується на весіллях, гуляннях і народних урочистостях. У танці беруть участь як чоловіки, так і жінки. Очільник танцю глава хороводу називається «ялли баші». Вийшовши на середину кола, він починає грати шовковою хусткою. Поступово до «ялли баші» один за іншим долучаються усі охочі, з'єднуються мізинцями та утворюють півколо. Усі виконавці стежать за рухами голови хороводу і за його хусткою. Помах хустки є своєрідним наказом ведучого. Усі танцівники по колу йдуть за «ялли баші» і в точності повторюють його рухи. Ведучий танцю керує ходом танцю, його початком, кінцем, а також правильним виконанням танцюристами дій під час танцю. «Ялли баші», як правило, допомагають танцюрист «муавін», який стоїть поруч із ним та танцюрист «аягчи», який стоїть у кінці групи.
Кількість танцюристів у хороводі ялли є невизначеною. Найчастіше, в групі ялли беруть участь 10-15 осіб. Однак, у Шарурі були весілля, на яких у танець ялли вишуковувалося до 80-100 чоловіків і жінок.
Російський етнограф П. Востріков, який спостерігав танець «ялли» в середині XIX століття, у своїй статті «Музика і пісня у адербейджанскіх татар», опублікованій у 1912 році в «Збірнику матеріалів для опису місцевостей і племен Кавказу», так описує цей танець:
|  | …юнаки часом улаштовують ігру відому під назвою „ялли". Вона полягає в тому, що осіб 10—12 вишуковуються в ряд, один за іншим. Попереду йде обрана особа з лозинкою у руці. Йому повинні беззаперечно підкорюватися всі решта... та... виконувати усі рухи тіла, жести, які тільки спадуть на думку першому, тобто головному танцюристу… коли ні, начальник буде бити лозинкою тих, хто не виконав його наказів або тих, хто помиляється. |

Колективний чоловічий танець «ялли» відноситься також до первинних форм театральних вистав азербайджанського народу.
Танцювальна група «Ялли» Іллічівського району Нахічеванської АРСР, що носила назву танцю, збирала і відроджувала забуті пісні і танці «ялли». Групою були підготовлені такі види ялли, як «Ел хаваси», «Шарур», «Дорда аяги», «Нахичеван яллиси», «Гази-гази», «Кочари», «Тензере» та інші танці. Керувала ансамблем народна артистка Азербайджанської РСР Аміна Дільбазі. Ялли входив також до репертуару танцювального колективу Іллічівського Будинку культури Нахічеванської АРСР.

## У мистецтві

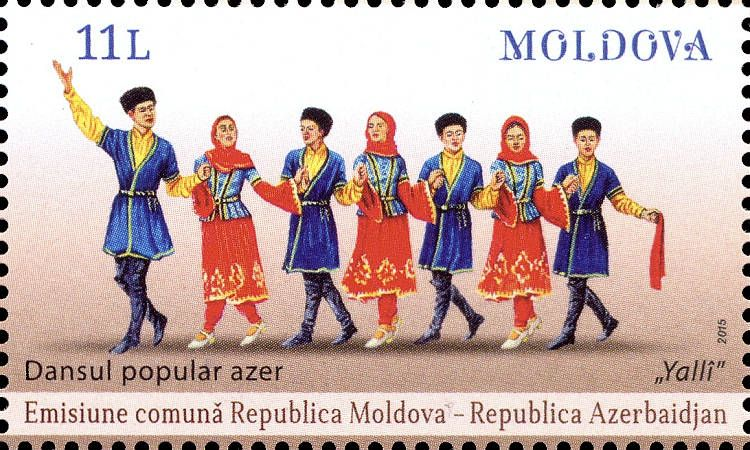
Поштова марка Молдови, присвячена азербайджанському ялли

Танець Ялли використовувався в операх «Кероглу» Узеїра Гаджібейлі (музика хору, в якій втілюються стильові риси танцю) і «Наргіз» Мусліма Магомаєва (у першій дії), а також у балеті «Гюльшен» Солтана Гаджибекова (хоровод «Ялли» з останнього акту).
Ялли широко використовував у своїй творчості Кара Караєв. Дводольний ритм танцю відчувається в різних тактових розмірах. За словами музикознавців Ельміри Абасової і Кубада Касимова, в балеті композитора «Сім красунь» ялли набуває багатогранні образні трансформації, у народних сценах звучить мужньо-героїчно, в «танці-грі Айши і Мензера» — жартівливо, у виконанні Візира — гротесково.
Композитором Рауфом Гаджієва була написана балетна мініатюра «Ялли». Композитор Эльмира Назирова в одній зі своїх музичних п'єс використовувала інтонації хороводних пісень-танців типу ялли.
Танець знайшов відображення в таких азербайджанських фільмах, як «Двадцята весна» (1940), «Вогнище» (1987) і «Шарурський ялли» (2006).